# El conquistador (RTVE)
El conquistador es la adaptación nacional del reality de aventuras El conquistador del fin del mundo de EITB, producido por Hostoil Produkzioak (Mediapro) en colaboración con RTVE y emitido desde el 11 de septiembre de 2023 en La 1 de TVE. Está conducido por Raquel Sánchez Silva y Julian Iantzi desde Los Haitises y cuenta también con la presentación de Sánchez Silva y Marc Calderó en los debates.

## Formato
El programa sigue a tres equipos de concursantes dirigidos por la campeona de boxeo Joana Pastrana, el exfutbolista y entrenador Patxi Salinas y el entrenador fitness Cesc Escolà.
Sus concursantes son divididos en un principio en equipos que se enfrentan a diferentes pruebas, además de a la rudeza de la tierra y el clima, debiendo soportar hambre y sed. Tanto la condición física como la capacidad de convivir con desconocidos son fundamentales para sobrevivir a esta aventura.

## Mecánica
Cada semana, El conquistador pone a prueba la fortaleza física y mental de 33 concursantes divididos en tres equipos,cada uno liderado por un capitán.
Los participantes tendrán que mezclar astucia, afán de superación y deportividad para enfrenarse a retos tan arduos como originales, si quieren hacerse con el suculento premio de 100 000 euros. Y todo esto en medio de una naturaleza salvaje y una climatología extrema, donde la ausencia de comida y la falta de sueño son un reto para la convivencia.
El equipo que gane la prueba de inmunidad será el primero que consiga hacerse con la bandera de El conquistador, con un premio muy especial: ninguno de sus miembros podrá ser nominado y disfrutarán de una semana en el "Campamento Rico". Este campamento es un sitio lleno de privilegios: comida, fuego, mosquiteras, camas, una playa maravillosa a su entera disposición... Un auténtico paraíso dentro de El conquistador. Además, el capitán de este equipo podrá nominar a un participante de los equipos perdedores y nombrar inmune a un miembro del equipo que quede en la segunda posición.
El equipo que quede en segundo lugar vivirá en el campamento pobre, un lugar duro, pero con alguna comodidad. Su capitán tendrá que nominar a alguien de su propio equipo para ir la prueba del desafío para que se juegue su permanencia en el programa.
Mientras que el equipo que haya quedado último las pasará realmente canutas en el campamento infernal, sin ningún tipo de comodidad. Dormir tan solo una noche en este inhóspito paraje puede ser un verdadero tormento. El equipo perdedor acudirá cada semana a la asamblea para elegir a dos de sus componentes para acudir al desafío. El primero será elegido entre todos los participantes y el segundo será decisión del capitán correspondiente.
Al final de cada episodio, los cuatro nominados se enfrentarán en el desafío, una prueba eliminatoria semanal que concluye con la expulsión definitiva del aspirante a conquistador. Se trata de la prueba más dura del programa en la que solo uno de ellos podrá ser liberado por el duelista del campamento pobre. Los otros tres participantes tendrán que pelear a vida o muerte por permanecer en la aventura, ya que el perdedor será expulsado definitivamente y tendrá que abandonar el Parque nacional Los Haitises en República Dominicana.

## Equipo
| Presentador          | La 1 |
| Presentador          | 2023 |
| -------------------- | ---- |
| Raquel Sánchez Silva |      |
|                      |      |
| Julian Iantzi        |      |
| Marc Calderó         |      |

     Programas desde Los Haitises en República Dominicana.
     Debates en plató.

## Primera edición (2023)
En 2023, RTVE compró los derechos del programa El conquistador del fin del mundo emitido por la televisión pública vasca, para realizar una edición propia.El reality continúa siendo presentado por Julian Iantzi y además se incorpora Raquel Sánchez Silva como copresentadora y Marc Calderó al frente del debate dominical. Los deportistas Joana Pastrana, Patxi Salinas y Cesc Escolà se ponen al frente de los equipos.El equipo Atabey se extinguió en el episodio 6 y todas sus componentes menos una se repartieron entre los otros equipos, bajo decisión de su capitana. A partir de la fase unificada, los gemelos Daniel y Miguel pasaron de ser un 2x1 a ser concursantes individuales de pleno derecho.

### Capitanes
| Capitán        | Edad | Localidad | Ocupación                 | Equipo   | Clasificación                 |
| -------------- | ---- | --------- | ------------------------- | -------- | ----------------------------- |
| Cesc Escolà    | 30   | Barcelona | Entrenador fitness        | Yocahu   | 10 concursantes a Unificación |
| Patxi Salinas  | 59   | Bilbao    | Exfutbolista y entrenador | Corocote | 6 concursantes a Unificación  |
| Joana Pastrana | 32   | Madrid    | Exboxeadora               | Atabey   | Equipo extinguido             |

### Concursantes
| Concursante                  | Edad | Procedencia          | Profesión                         | Equipo   | Equipo   | Equipo      | Clasificación                |
| ---------------------------- | ---- | -------------------- | --------------------------------- | -------- | -------- | ----------- | ---------------------------- |
| Miguel Oury                  | 31   | Viver                | Opositor a bombero y escalador    | Yocahu   | Yocahu   | Unificación | GANADOR                      |
| Joana Flaviano               | 33   | Lezama               | Policía y exfutbolista            | Atabey   | Corocote | Unificación | Subcampeona                  |
| Lucas Ramis, Chase           | 31   | Las Rozas            | Entrenador de desarrollo personal | Corocote | Corocote | Unificación | 3.er clasificado             |
| Agustí Sarrias               | 24   | Villanueva y Geltrú  | Panadero y nómada                 | Yocahu   | Yocahu   | Unificación | 4.º clasificado              |
| Matías Padial                | 35   | Palma                | Camarero                          | Corocote | Corocote | Unificación | 5.º clasificado              |
| Carlos Azofra, Azo           | 22   | Las Palmas           | Jugador de hockey en línea        | Yocahu   | Yocahu   | Unificación | Finalistas eliminados        |
| Euxebi Hidalgo               | 25   | Tolosa               | Funambulista y mochilero          | Corocote | Corocote | Unificación | Finalistas eliminados        |
| Valentín de Prado, Puma      | 39   | Ponferrada           | Militar de la UME                 | Yocahu   | Yocahu   | Unificación | 20.º y 21.º expulsados       |
| José Carlos Montoya          | 29   | Utrera               | Conserje de hotel                 | Yocahu   | Yocahu   | Unificación | 20.º y 21.º expulsados       |
| Gorka Ibarguren              | 29   | Oyarzun              | Operario de papelera              | Yocahu   | Yocahu   | Unificación | 17.º, 18.º y 19.º expulsados |
| David Seco                   | 50   | Busturia             | Exciclista                        | Yocahu   | Yocahu   | Unificación | 17.º, 18.º y 19.º expulsados |
| Daniel Oury                  | 31   | Viver                | Director de planta y escalador    | Yocahu   | Yocahu   | Unificación | 17.º, 18.º y 19.º expulsados |
| Yuri de Andrés               | 24   | Valdemorillo         | Animador infantil                 | Yocahu   | Yocahu   | Unificación | 15.ª y 16.º expulsados       |
| Naiara Gil                   | 35   | Barcelona            | Comercial de placas solares       | Corocote | Corocote | Unificación | 15.ª y 16.º expulsados       |
| Lorenzo Durán                | 43   | Noáin                | Trabajos verticales               | Corocote | Corocote | Unificación | 13.ª y 14.º expulsados       |
| Amaya Blanco, Amayita        | 35   | Tolosa               | Administrativa                    | Atabey   | Yocahu   | Unificación | 13.ª y 14.º expulsados       |
|                              |      |                      |                                   |          |          |             |                              |
| Paula Olmos                  | 26   | Elche                | Opositora a Guardia Civil         | Atabey   | Corocote | Corocote    | 12.ª expulsada               |
| Mario Ramírez, Finito        | 27   | Ronda                | Tiktoker                          | Corocote | Corocote | Corocote    | 10.ª y 11.ºs expulsados      |
| Pao Ramírez, Keroseno        | 25   | Ronda                | Tiktoker                          | Corocote | Corocote | Corocote    | 10.ª y 11.ºs expulsados      |
| Andrea Llorca                | 28   | Benidorm             | Profesora y remera                | Corocote | Corocote | Corocote    | 10.ª y 11.ºs expulsados      |
| Azucena Tejada               | 47   | Logroño              | Funcionaria                       | Atabey   | Yocahu   | Yocahu      | 9.ª expulsada                |
|                              |      |                      |                                   |          |          |             |                              |
| Carmen Hernández             | 37   | Berango              | Influencer                        | Atabey   | Atabey   | Atabey      | 8.ª expulsada                |
| Andrea Azkune                | 32   | Fuenterrabía         | Entrenadora personal              | Corocote | Corocote | Corocote    | 6.ª y 7.ª expulsadas         |
| Mireia Cabañes               | 36   | Valencia             | Surfista adaptada                 | Atabey   | Atabey   | Atabey      | 6.ª y 7.ª expulsadas         |
| Yasel Ochoa, Guyo            | 33   | / Madrid             | Bailarín y coreógrafo             | Yocahu   | Yocahu   | Yocahu      | 5.º expulsado                |
| María Garrido, Garri         | 25   | Granada              | Opositora a Policía Local         | Atabey   | Atabey   | Atabey      | 4.ª expulsada                |
| Juan Antonio Elena, El Carni | 43   | La Algaba            | Carnicero                         | Yocahu   | Yocahu   | Yocahu      | Abandono voluntario          |
| Jaime Polvillo               | 21   | Sevilla              | Barrendero                        | Corocote | Corocote | Corocote    | 3.º expulsado                |
| Anita Williams               | 25   | Barcelona            | Actriz y modelo                   | Atabey   | Atabey   | Atabey      | 2.ª expulsada                |
| Magda Venegas                | 40   | Barcelona            | Restauradora                      | Atabey   | Atabey   | Atabey      | Abandono voluntario          |
| Mar Garrido                  | 45   | Conil de la Frontera | Restauradora                      | Atabey   | Atabey   | Atabey      | Abandono voluntario          |
| Perla Alí Mendoza            | 41   | Marbella             | Encargada de tienda y diseñadora  | Atabey   | Atabey   | Atabey      | Abandono por lesión          |
| Pepa Sanz                    | 54   | Valencia             | Entrenadora                       | Corocote | Corocote | Corocote    | 1.ª expulsada                |

### Desarrollo
| Etapa inicial             |                                |                           |                                 |                                   |                                   |                                 |                                       |                   |
| Episodio                  | Equipo ganador                 | Inmune por equipo ganador | Duelista por equipo ganador     | Duelista campamento pobre         | Nominado por capitán              | Nominado en campamento infernal | Salvado por duelista campamento pobre | Eliminado         |
| 01                        | Atabey                         | El Carni                  | Loren                           | Guyo por Cesc                     | Polvillo por Patxi                | Pepa 8/10 votos                 | Polvillo                              | Pepa              |
| 02                        | Corocote                       | Guyo                      | Mar y Magda                     | David por Cesc                    | Anita por Joana P.                | Amayita 4/9 votos               | Amayita                               | Anita             |
| 03                        | Atabey                         | Guyo                      | Finito y Keroseno               | El Carni por Cesc                 | Nai por Patxi                     | Polvillo 6/9 votos              | Nai                                   | Polvillo          |
| 04                        | Yocahu                         | Mireia                    | Chase                           | Garri por Joana                   | Loren por Patxi                   | Finito y Keroseno 7/8 votos     | Loren                                 | Garri             |
| 05                        | Corocote                       | Mireia                    | Daniel y Miguel                 | Joana F. por Joana P.             | Gorka por Cesc                    | Guyo 6/9 votos                  | Gorka                                 | Guyo              |
| 06                        | Yocahu                         | Finito y Keroseno         | Joana F.                        | Andrea A. por Patxi               | Pau por Joana P.                  | Mireia 5/6 votos                | Pau                                   | Mireia            |
| 06                        | Yocahu                         | Finito y Keroseno         | Joana F.                        | Andrea A. por Patxi               | Pau por Joana P.                  | Mireia 5/6 votos                | Pau                                   | Andrea A.         |
| 07                        |                                |                           |                                 |                                   |                                   |                                 |                                       | Carmen Sin duelo  |
| Segunda etapa por equipos |                                |                           |                                 |                                   |                                   |                                 |                                       |                   |
| Episodio                  | Equipo ganador                 | Inmune por equipo ganador | Nominado por equipo ganador     | Nominado por capitán              | Nominado por capitán              | Nominado en asamblea            | Nominado en asamblea                  | Eliminado         |
| 07                        | Corocote                       | Amayita                   | David                           | Azo por Cesc                      | Azo por Cesc                      | Azu 8/10 votos                  | Azu 8/10 votos                        | Azu               |
| 08                        | Yocahu                         | Nai                       | Loren                           | Andrea L. por Patxi               | Andrea L. por Patxi               | Finito y Keroseno 7/9 votos     | Finito y Keroseno 7/9 votos           | Andrea L.         |
| 08                        | Yocahu                         | Nai                       | Loren                           | Andrea L. por Patxi               | Andrea L. por Patxi               | Finito y Keroseno 7/9 votos     | Finito y Keroseno 7/9 votos           | Finito y Keroseno |
| 09                        | Yocahu                         | Nai                       | Loren                           | Euxebi por Patxi                  | Euxebi por Patxi                  | Pau 4/7 votos                   | Pau 4/7 votos                         | Pau               |
| Etapa unificada           |                                |                           |                                 |                                   |                                   |                                 |                                       |                   |
| Episodio                  | Ganador del juego de inmunidad | Inmune por ganador        | Nominado por juego de inmunidad | Nominado por asamblea             | Nominado por asamblea             | Nominado por ganador            | Nominado por ganador                  | Eliminados        |
| 10                        | Mati                           | Euxebi                    | Amayita                         | Loren 7/14 votos                  | Loren 7/14 votos                  | Gorka por Mati                  | Gorka por Mati                        | Loren             |
| 10                        | Mati                           | Euxebi                    | Amayita                         | Loren 7/14 votos                  | Loren 7/14 votos                  | Gorka por Mati                  | Gorka por Mati                        | Amayita           |
| 11                        | Euxebi                         | Chase                     | Gorka                           | Nai 4/9 votos                     | Nai 4/9 votos                     | Yuri por Euxebi                 | Yuri por Euxebi                       | Yuri              |
| 11                        | Euxebi                         | Chase                     | Gorka                           | Nai 4/9 votos                     | Nai 4/9 votos                     | Yuri por Euxebi                 | Yuri por Euxebi                       | Nai               |
| 12                        | Puma                           | Azo Montoya               | Daniel                          | Gorka 6/10 votos                  | Gorka 6/10 votos                  | David por Puma                  | David por Puma                        | Gorka             |
| 12                        | Puma                           | Azo Montoya               | Daniel                          | Gorka 6/10 votos                  | Gorka 6/10 votos                  | David por Puma                  | David por Puma                        | Daniel            |
| 12                        | Puma                           | Azo Montoya               | Daniel                          | Gorka 6/10 votos                  | Gorka 6/10 votos                  | David por Puma                  | David por Puma                        | David             |
| Episodio                  | Nominado por asamblea          | Finalista por asamblea    | Finalista por asamblea          | Finalistas por juego de inmunidad | Finalistas por juego de inmunidad | Finalistas por desafío          | Finalistas por desafío                | Eliminados        |
| 13                        | Puma 5/9 votos                 | Chase 3/9 votos           | Chase 3/9 votos                 | Joana y Miguel                    | Joana y Miguel                    | Euxebi, Azo, Agus y Mati        | Euxebi, Azo, Agus y Mati              | Puma              |
| 13                        | Puma 5/9 votos                 | Chase 3/9 votos           | Chase 3/9 votos                 | Joana y Miguel                    | Joana y Miguel                    | Euxebi, Azo, Agus y Mati        | Euxebi, Azo, Agus y Mati              | Montoya           |
| Episodio                  | Eliminados                     | Eliminados                | 5.º clasificado                 | 4.º clasificado                   | 3.º clasificado                   | 2.ª clasificada                 | Ganador                               | Ganador           |
| Final                     | Azo                            | Euxebi                    | Mati                            | Agus                              | Chase                             | Joana                           | Miguel Oury                           | Miguel Oury       |

### Tabla semanal
| Participantes | Participantes | Participantes     | 1      | 1         | 2         | 3         | 4         | 5         | 6         | 7         | 8          | 9         | 10        | 11        | 12        | 13        | Final         |
| ------------- | ------------- | ----------------- | ------ | --------- | --------- | --------- | --------- | --------- | --------- | --------- | ---------- | --------- | --------- | --------- | --------- | --------- | ------------- |
|               |               | Miguel            | Entra  | Salvado   | Salvado   | Salvado   | Inmune    | Nominado  | Inmune    | Salvado   | Inmune     | Inmune    | Salvado   | Salvado   | Salvado   | Inmune    | GANADOR       |
|               |               | Joana             | Entra  | Inmune    | Salvada   | Inmune    | Salvada   | Nominada  | Nominada  | Inmune    | Salvada    | Salvada   | Salvada   | Salvada   | Salvada   | Inmune    | Subcampeona   |
|               |               | Chase             | Entra  | Salvado   | Inmune    | Salvado   | Nominado  | Inmune    | Salvado   | Inmune    | Salvado    | Salvado   | Salvado   | Inmune    | Salvado   | Finalista | 3.º finalista |
|               |               | Agus              | Entra  | Salvado   | Salvado   | Salvado   | Inmune    | Salvado   | Inmune    | Salvado   | Inmune     | Inmune    | Salvado   | Salvado   | Salvado   | Nominado  | 4.º finalista |
|               |               | Mati              | Entra  | Salvado   | Inmune    | Salvado   | Salvado   | Inmune    | Salvado   | Inmune    | Salvado    | Salvado   | Inmune    | Salvado   | Salvado   | Nominado  | 5.º finalista |
|               |               | Azo               | Entra  | Salvado   | Salvado   | Salvado   | Inmune    | Salvado   | Inmune    | Nominado  | Inmune     | Inmune    | Salvado   | Salvado   | Salvado   | Nominado  | Eliminados    |
|               |               | Euxebi            | Entra  | Salvado   | Inmune    | Salvado   | Salvado   | Inmune    | Salvado   | Inmune    | Salvado    | Nominado  | Inmune    | Inmune    | Salvado   | Nominado  | Eliminados    |
|               |               | Montoya           | Entra  | Salvado   | Salvado   | Salvado   | Inmune    | Salvado   | Inmune    | Salvado   | Inmune     | Inmune    | Salvado   | Salvado   | Inmune    | Expulsado |               |
|               |               | Puma              | Entra  | Salvado   | Salvado   | Salvado   | Inmune    | Salvado   | Inmune    | Salvado   | Inmune     | Inmune    | Salvado   | Salvado   | Inmune    | Expulsado |               |
|               |               | Gorka             | Entra  | Salvado   | Salvado   | Salvado   | Inmune    | Nominado  | Inmune    | Salvado   | Inmune     | Inmune    | Nominado  | Nominado  | Expulsado |           |               |
|               |               | Daniel            | Entra  | Salvado   | Salvado   | Salvado   | Inmune    | Nominado  | Inmune    | Salvado   | Inmune     | Inmune    | Salvado   | Salvado   | Expulsado |           |               |
|               |               | David             | Entra  | Salvado   | Nominado  | Salvado   | Inmune    | Salvado   | Inmune    | Nominado  | Inmune     | Inmune    | Salvado   | Salvado   | Expulsado |           |               |
|               |               | Yuri              | Entra  | Salvado   | Salvado   | Salvado   | Inmune    | Salvado   | Inmune    | Salvado   | Inmune     | Inmune    | Salvado   | Expulsado |           |           |               |
|               |               | Nai               | Entra  | Salvada   | Inmune    | Nominada  | Salvada   | Inmune    | Salvada   | Inmune    | Inmune     | Inmune    | Salvada   | Expulsada |           |           |               |
|               |               | Loren             | Entra  | Nominado  | Inmune    | Salvado   | Nominado  | Inmune    | Salvado   | Inmune    | Nominado   | Nominado  | Expulsado |           |           |           |               |
|               |               | Amayita           | Entra  | Inmune    | Nominada  | Inmune    | Salvada   | Salvada   | Salvada   | Inmune    | Inmune     | Inmune    | Expulsada |           |           |           |               |
|               |               | Pau               | Entra  | Inmune    | Salvada   | Inmune    | Salvada   | Salvada   | Nominada  | Inmune    | Salvada    | Expulsada |           |           |           |           |               |
|               |               | Finito y Keroseno | Entran | Salvados  | Inmunes   | Nominados | Nominados | Inmunes   | Inmunes   | Inmunes   | Expulsados |           |           |           |           |           |               |
|               |               | Andrea L.         | Entra  | Salvada   | Inmune    | Salvada   | Salvada   | Inmune    | Salvada   | Inmune    | Expulsada  |           |           |           |           |           |               |
|               |               | Azu               | Entra  | Inmune    | Salvada   | Inmune    | Salvada   | Salvada   | Salvada   | Expulsada |            |           |           |           |           |           |               |
|               | Carmen        | Carmen            | Entra  | Inmune    | Salvada   | Inmune    | Salvada   | Salvada   | Salvada   | Expulsada |            |           |           |           |           |           |               |
|               | Andrea A.     | Andrea A.         | Entra  | Salvada   | Inmune    | Salvada   | Salvada   | Inmune    | Expulsada |           |            |           |           |           |           |           |               |
|               | Mireia        | Mireia            | Entra  | Inmune    | Salvada   | Inmune    | Inmune    | Inmune    | Expulsada |           |            |           |           |           |           |           |               |
|               | Guyo          | Guyo              | Entra  | Nominado  | Inmune    | Inmune    | Inmune    | Expulsado |           |           |            |           |           |           |           |           |               |
|               | Garri         | Garri             | Entra  | Inmune    | Salvada   | Inmune    | Expulsada |           |           |           |            |           |           |           |           |           |               |
|               | El Carni      | El Carni          | Entra  | Inmune    | Salvado   | Nominado  | Abandono  |           |           |           |            |           |           |           |           |           |               |
|               | Polvillo      | Polvillo          | Entra  | Nominado  | Inmune    | Expulsado |           |           |           |           |            |           |           |           |           |           |               |
|               | Anita         | Anita             | Entra  | Inmune    | Expulsada |           |           |           |           |           |            |           |           |           |           |           |               |
|               | Magda y Mar   | Magda y Mar       | Entran | Inmunes   | Abandono  |           |           |           |           |           |            |           |           |           |           |           |               |
|               | Perla         | Perla             | Entra  | Inmune    | Abandono  |           |           |           |           |           |            |           |           |           |           |           |               |
|               | Pepa          | Pepa              | Entra  | Expulsada |           |           |           |           |           |           |            |           |           |           |           |           |               |

| Inmune por juego Inmunidad otorgada Salvado | Nominado libre del duelo Nominado ganador del duelo Eliminado en el duelo |

### Episodios y audiencias
Episodios
| Fecha      | Características del programa                                                                                       | Audiencia         |
| ---------- | --- | ----------------- |
| 11/09/2023 | Episodio 1 / Presentación de los concursantes, comienzo de la aventura / Expulsión de Pepa                         | 1 048 000 (11,9%) |
| 12/09/2023 | Episodio 2 / Abandono forzoso de Perla / Abandono de Mar y Magda / Expulsión de Anita                              | 1 200 000 (12,5%) |
| 18/09/2023 | Episodio 3 / Expulsión de Polvillo                                                                                 | 834 000 (10,2%)   |
| 25/09/2023 | Episodio 4 / Abandono del Carni / Expulsión de Garri                                                               | 776 000 (9,0%)    |
| 02/10/2023 | Episodio 5 / Expulsión de Guyo                                                                                     | 844 000 (9,9%)    |
| 09/10/2023 | Episodio 6 / Expulsión de Mireia y Andrea A. / Extinción de Atabey                                                 | 725 000 (8,8%)    |
| 16/10/2023 | Episodio 7 / Redistribución de las supervivientes de Atabey / Expulsión de Carmen y Azu                            | 774 000 (8,9%)    |
| 23/10/2023 | Episodio 8 / Expulsión de Andrea L., Finito y Keroseno                                                             | 662 000 (7,6%)    |
| 30/10/2023 | Episodio 9 / Expulsión de Pau / Despedida de los capitanes                                                         | 638 000 (7,9%)    |
| 06/11/2023 | Episodio 10 / Unificación / Expulsión de Amayita y Loren                                                           | 581 000 (7,0%)    |
| 13/11/2023 | Episodio 11 / Expulsión de Nai y Yuri                                                                              | 607 000 (6,7%)    |
| 20/11/2023 | Episodio 12 / Expulsión de David, Gorka y Daniel                                                                   | 650 000 (7,4%)    |
| 27/11/2023 | Episodio 13 / Expulsión de Montoya y Puma                                                                          | 643 000 (7,1%)    |
| 04/12/2023 | Episodio 14 / Final / Ganador: Miguel Oury 2.ª: Joana / 3.º: Lucas / 4.º: Agus / 5.º: Mati / Últimos: Azo y Euxebi | 748 000 (7,4%)    |

Debates
| Fecha      | Características del programa                           | Audiencia      |
| ---------- | ------------------------------------------------------ | -------------- |
| 20/09/2023 | Episodio 1 / Entrevista a Polvillo                     | 394 000 (4,7%) |
| 26/09/2023 | Episodio 2/ Entrevista a Garri                         | 224 000 (7,6%) |
| 03/10/2023 | Episodio 3 / Entrevista a Guyo                         | 242 000 (8,2%) |
| 10/10/2023 | Episodio 4 / Entrevistas a Andrea A. y Mireia          | 245 000 (8,8%) |
| 17/10/2023 | Episodio 5 / Entrevista a Joana Pastrana               | 263 000 (8,8%) |
| 24/10/2023 | Episodio 6 / Entrevista a Finito y Keroseno            | 235 000 (7,4%) |
| 31/10/2023 | Episodio 7 / Entrevistas a Cesc Escolà y Patxi Salinas | 197 000 (7,1%) |
| 07/11/2023 | Episodio 8 / Entrevistas a Amayita y Loren             | 189 000 (6,5%) |
| 14/11/2023 | Episodio 9 / Entrevista a Yuri y Nai                   | 209 000 (6,2%) |
| 21/11/2023 | Episodio 10 / Entrevista a David, Gorka y Daniel       | 213 000 (7,1%) |
| 28/11/2023 | Episodio 11 / Entrevista a Montoya y Puma              | 191 000 (5,8%) |
| 04/12/2023 | Episodio 12 / Presentación de los finalistas           | 766 000 (6,2%) |
| 05/12/2023 | Episodio 13 / Debate final                             | 412 000 (6,8%) |

Notas
1. ↑  Debido a la extinción de Atabey, la capitana tuvo que elegir a una de los 5 miembros restantes para ser también expulsada.
2. ↑  Todos los concursantes que superaron el juego de inmunidad fueron inmunes. Euxebi ganó y eligió a Chase para compartir el premio, pero Miguel, Daniel y Mati tampoco estarían en peligro, por lo que no podrían ser nominados ni en la asamblea ni por el inmune.
3. ↑  Gorka fue el primero en superar el juego de inmunidad, pero fue descalificado por quitarse el seguro a 30 metros de altura, por lo que fue enviado directamente al duelo.
4. ↑  Puma inmunizó inicialmente a Azo, pero este pidió que la inmunidad fuera a Montoya, lo cual Puma aceptó.
5. ↑  Los cuatro perdedores del juego de inmunidad (David, Gorka, Daniel y Miguel) debian elegir quien sería el primer duelista.
6. ↑  A partir de su segunda entrega, el debate de El Conquistador pasó a emitirse en el late night del lunes tras la emisión del programa
7. ↑  Este debate se emitió como previa a la final.

## Ediciones y audiencias
| Edición                          | Fecha | Cadena | Espectadores | Cuota de pantalla | Gran final     |
| -------------------------------- | ----- | ------ | ------------ | ----------------- | -------------- |
| El Conquistador: Primera edición | 2023  |        | 766 000      | 8,7%              | 748 000 (7,4%) |